# Ceracris deflorata
Ceracris deflorata är en insektsart som först beskrevs av Brunner von Wattenwyl 1893.  Ceracris deflorata ingår i släktet Ceracris och familjen gräshoppor. Inga underarter finns listade i Catalogue of Life.